# Barão de Sameiro
Barão de Sameiro é um título nobiliárquico criado por D. Manuel II de Portugal, por Decreto de 4 de Março de 1909, em favor de Carlos Augusto Dias da Silva.
Titulares
1. Carlos Augusto Dias da Silva, 1.º Barão de Sameiro.